# Boissevain-Morton
Boissevain-Morton es un municipio canadiense situado en la provincia de Manitoba.

## Superficie
Boissevain-Morton tiene una superficie de 1102,38 km².

## Demografía
En 2021, tenía 2309 habitantes, una densidad poblacional de 2,1 hab./km², y 1141 viviendas.